# Italské Somálsko
Italské Somálsko bylo kolonií pod italskou kontrolou od roku 1880 až do roku 1942 na území dnešního státu Somálsko, přesněji jeho východní části. Koncem 19. století mělo velký dopad na vývoj, který probíhal ve východní Africe. Somálsko bylo podrobeno mnoha evropskými státy které jej přišly kolonizovat, chtěly získat území a během upevňování své moci využívaly jeho zdroje. Mezi země, které kolonizovaly Somálsko, patří Británie, Francie, Itálie, Egypt a Etiopie.

## Počátek italské kolonizace

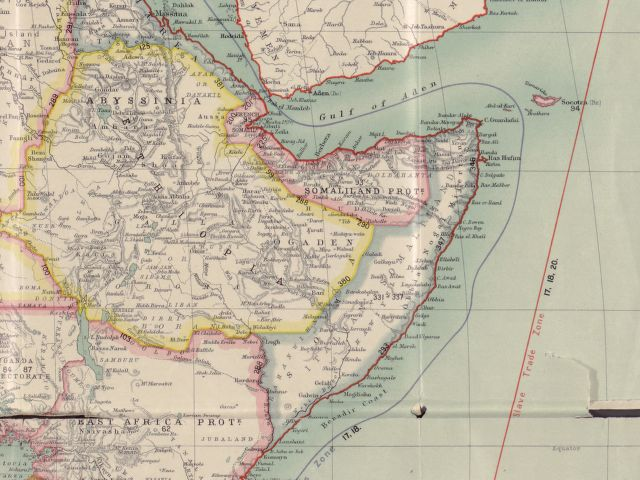
Mapa východní Afriky kolem roku 1900

Před kolonizací Somálska proběhlo v Itálii v roce 1877 sociální hnutí, které požadovalo, aby Itálie začala expandovat a kolonizovat, jak to již dlouhá staletí dělaly ostatní evropské země. Itálie zaostávala nejenom v oblasti kolonizace, ale i v ekonomice. Kolonizace Somálska proběhla za účelem získávání nových zdrojů, což mělo posílit italskou ekonomiku, a jelikož Somálsko tyto zdroje mělo, stalo se cílem italského zájmu. Somálsko disponovalo především zdroji hospodářského zvířectva, ale hlavní oblastí zájmu se stalo Rudé moře, ke kterému měli přístup a které poskytovalo další zdroje pro obchodování.
Prvním krokem ke kolonizaci byla expedice Cesara Correntiho, kterou v roce 1876 podnikl pod záštitou Italské geografické společnosti. V roce 1879 byla v Itálii založena Společnost průmyslového výzkumu v Africe (Societa di esplorazioni Commerciali), do níž bylo zapojeno i italské průmyslové hnutí. V témže roce byl založen i Club Africano, z něhož se o tři roky později stala Societa Africana d’Italia.
Dalším krokem bylo upevnit si moc v Somálsku. V roce 1887 se italské jednotky střetly u Dogali v Etiopii s milicí velitele Ras Aluliho, kde prohrály a ztratily 500 mužů. Tato prohra vyvolala rezignaci italského předsedy vlády Agostina Depretise. Novým předsedou vlády se stal Francesco Crispi, který také vytvořil nový plán, v němž chtěl získat nové regiony pro italské osídlování.
Itálie upevnila svou moc v některých částech Somálska kolem roku 1888. Následujícího roku pak Italové podepsali smlouvu o tzv. italské ochraně Somálska se dvěma místními sultanáty (Hobyo a Majeerteen). Posledním somálským regionem, který byl zabrán Itálií, se stal Chisimayu, jenž byl dříve kontrolován Brity.
Od roku 1895 probíhala první italsko-etiopská válka, kterou Italové vedli ze svých kolonií Eritrea a Somálsko. Po čtyřech letech bojů v roce 1899 podepsal císař Etiopie s Itálií mírovou smlouvu.
Po několika nepodařených pokusech v roce 1905 vydala Itálie prohlášení o vzniku kolonie v jižním Somálsku. O tři roky později, přesněji 5. dubna 1908, byly všechny části jižního Somálska spojeny do jediného celku nazvaného Italské Somálsko a pravomoci byly rozděleny mezi parlament, centrální vládu a koloniální vládu. Během fungování Italského Somálska se měnily pravomoci koloniální vlády, kde civilní místodržitel převzal kontrolu nad exportními a právními nároky, regulací kurzu měny, dokonce měl v pravomoci snížit nebo zvýšit daně místním obyvatelům a také poskytoval služby spojené s lovem a rybařením. Guvernér sám byl kontrolován policejními silami a navrhoval vojenské opatření.
V roce 1920 byla princem Luigim Amedem Savojským, vévodou z Aburuzzi, založena Italsko-somálská zemědělská společnost (Societa Agricola Italo - Somala - SAIS), která měla za úkol prozkoumat zemědělský potenciál Afriky.
Fašismus dorazil do Somálska 5. prosince 1923 prostřednictvím guvernéra Cesara Mariu De Vecchi di Val Cismona. Ten s sebou přinesl efektivní způsob nových koloniálních pravidel a idejí. Po kolapsu hnutí Muhammada Abdullaha Hassana vznikly rebelie a povstání mezi různými kmeny v severním Somálsku. Tehdejší vláda spolupracovala se stařešiny ve snaze udržet mír mezi kmeny, zatímco ona sama udržovala kontrolu nad ozbrojenými silami.

## Italské vojenské tažení
Ve 20. letech 20. století, kdy byl fašismus na svém počátku, ohlašovala Itálie změnu strategie jak pro sebe samu, tak i pro severovýchodní sultanáty, které podle nového plánu měly být brzy přinuceny vzdát se hranic v rámci “Velkého Somálska”. Věci se začaly měnit s příchodem nového guvernéra Cesara Marii de Vecchi. Itálie sice měla přístup do severovýchodních sultanátů díky smlouvám o ochraně, ale nevládla jim přímo. Jedinou oblastí, kterou Itálie doopravdy ovládala, byl Benaadir. Porážka Dervishova hnutí na počátku 20. let 20. století a vzestup fašismu, pomohly Benitu Mussolinimu, aby v roce 1925 dal zelenou de Vecchimu, aby převzal moc nad severovýchodními sultanáty.
Italská interpretace smluv uzavřených se sultány se jevila jako plná kontrola nad daným územím, jejich pohled na věc byl srovnatelný s příkladem Etiopie, kde uzavřeli smlouvu z Wuchale o ochraně, ale ta ve skutečnosti znamenala úplnou kontrolu nad územím. Ačkoliv pozdější napětí způsobené tímto italským chováním vyvrcholilo v roce 1896 bitvou u Adwy, kde byli Italové poraženi.
Prvním plánem de Vecchiho, jak získat kontrolu nad sultanáty, bylo odzbrojit je. Než mohl svůj plán uskutečnit, chtěl, aby bylo v obou sultanátech dostatek italských vojenských jednotek. Na podporu svého plánu začala znovu uskupovat staré somálské policejní jednotky zvané “Corpo Zaptié” jako koloniální síly. Při přípravě svého plánu zapojil komisaře z regionu Alula E.Coromara, který již v roce 1924, rok před příchodem De Vecchiho, byl určen, aby vedl průzkum území určeného k invazi, jelikož Itálie i přes čtyřicetileté vztahy se sultanáty neměla žádné adekvátní informace o povrchu. V té době již probíhal geologický průzkum vedený Stefaninim - Puccionim, což byla skvělá příležitost pro Coromara, aby se přidal. Jeho výzkum se zaměřoval i na strategii plánu, jak ovládnout sultanáty, jako například v Majeerteenském sultanátu by se dalo zastavit zásobování, které přichází po moři a tím podstatně oslabit sultanát, který je na tomto zcela závislý.
V první etapě plánu na ovládnutí sultanátů přikázal De Vecchi oběma sultanátům, aby se odzbrojily. Tímto krokem vzniklo napětí mezi italskou vládou a sultanáty, které podaly námitky ohledně italské politiky, která byla v rozporu se smlouvami o protektorátu. Tato italská politika podnítila dva rivalské sultanáty spojit síly proti společnému nepříteli. Z geografického hlediska byl Hobyovský sultanát rozdílný od Majeerteenského. Sultanát Hobyo byl založen Yusufem Alim v polovině 19. století ve středním Somalilandu. Hobyovská jurisdikce se rozkládala od El Dheere přes Dusa-Mareeb na jihozápadě, od Galladi po Gaalkayo na západě, od Jerriiban po Garrad na severovýchodě a indickým oceánem na východě.
De Vecchiho plán se začal realizovat v října 1925, kdy se jednotky “Zaptié” začaly přibližovat k sultanátu Hobyo. Během jednoho měsíce byla dobyta území Hobyo, El-Buur, Gaalkayo. Sultanát ztratil svou samostatnost a byl převeden na další administrativní jednotku a sultán Yusuf Ali byl nucen kapitulovat. Dříve než se Italové mohli zaměřit na druhý sultanát vyskytly se první problémy, když hobyovský komisař Trivulzio zaznamenal pohyb ozbrojených mužů směrem k hranici sultanátu. Vzpoura vypukla 9. listopadu a byla vedena jedním z velitelů armády sultána Ali Yusufa, Omarem Samatarem. Rebelům se znovu podařilo dobýt El Buur a rebelie se brzy rozšířila mezi místní obyvatele a také území El-Dheere se dostalo pod kontrolu Omara Samatara. I přes snahu italských jednotek zůstal El Buur v rukou rebelů, kdy při pokusu o znovu dobytí byli 15. listopadu poraženi a při ústupu do Bud Budu byli ještě přepadeni a utrpěli těžké ztráty. Zatímco třetí pokus byl ve fázi posledních příprav, velitel operace Lieutenant-Colonel Splendorelli byl přepaden někde mezi Bud-Budem a Buula Bardem a on spolu s několika dalšími vojáky byl zabit. Následkem dvou nezdařených akcí proti rebelům v El- Burru a smrtí velitele začala kuráž italských vojenských jednotek slábnout. Mezitím si rebelové získávali sympatie na celém území, dokonce ve vzdáleném Západním Somalilandu.
Fašistická vláda v Itálii byla překvapena vývojem v Somálsku, kdy se jim celá kolonizační politika hroutila pod rukama. A situace v El-Buuru jim připomněla neslavnou bitvu v Adwě, kde byli tvrdě poraženi. Vláda již nevěřila, že guvernér De Vecchi má ještě šanci zvrátit takovýto vývoj situace, proto dostal instrukce, aby se přesunul do Mogadiša a počkal tam na posily z Eritrey. Velitelem operací se stal velitel jednotek přicházejících z Eritrey a ten měl informovat Řím o všem, co se děje.
Před příchodem jednotek z Eritrey se De Vecchi pokusit podrýt vzdor rebelů úplatky. Tato taktika fungovala lépe než celé italské tažení a vzdor začal pomalu upadat. Mezitím na vojenské hranici 26. prosince roku 1925 konečně italské jednotky převzaly moc nad El- Bugrem a rebelové v čele s Omarem Samatarem byli zatlačeni do Západního Somalilandu.
Po neutralizaci Hobyovského sultanátu se začali soustředit na sousední sultanát Majeerteen. Na počátku října 1924 přednesl E. Coronaro, komisař v Alule, sultánovi ultimátum vydané italským velením o odzbrojení a kapitulaci. Mezitím již italské vojenské jednotky začaly pronikat na území sultanátu pro případ, že se sultán odmítne vzdát. Ale při postupu do Haafuunu a Aluly na ně začaly vojenské jednotky sultanátu střílet. Vypukl boj na obou stranách, ale i přes snahu sultána Omara o mírové rozhovory, boje pokračovaly. Sultán byl znovu vyzván, aby se vzdal 7. října a jako výstrahu Italové zabrali všechny obchodní lodě v oblasti Aluly a v oblasti Haafuun je vybombardovali. 13. října 1924 byl Coronaro znovu vyslán za sultánem, aby se vzdal. O deset dní později 23. října sultán odeslal Italům zápornou odpověď. V listopadu následoval útok na všech frontách vedený Italy. Baargaal byl bombardován a srovnán se zemí. Ale tento region byl etnicky velmi jednotný a byl z dosahu fašistické vlády v Mogadišu. Italové se při své snaze potlačit rebelie setkávali s velkým vzdorem a to na všech frontách. V prosinci roku 1925 dokonce sultánské vojenské síly vedené charismatickým Hersim Boqorem, synem sultána Omara, vytlačily Italy z měst Hurdii a Haafuunu, které byly strategickými místy na pobřeží Indického oceánu. Nebo jiná vojenská jednotka přepadla a zničila italské komunikační centrum u mysu Guardafui. Jako odplatu za útoky na italské jednotky obdržely všechny italské válečné lodě rozkaz k bombardování všech přístavních měst v sultanátu Majeerteen. Po tvrdé konfrontaci Italové dobyli Ayl, který byl do té doby v rukou Hersi Boqora. Italské jednotky byly po tak tvrdých bojích oslabeny, a tak byly povolány jednotky a dalších kolonií, zejména z Eritrey. S jejich příchodem na konci roku 1926 se Italové začali pohybovat směrem do vnitrozemí, kam se neodvážily od té doby, co přišly o své pozice na pobřeží. Ale jejich pokus o dobytí údolí Dharoor skončil porážkou. De Vecchi byl nucen přehodnotit své plány, jelikož byl poražen na mnoha místech. I přes roční snažení nemohl De Vecchi převzít kontrolu nad sultanátem. Ačkoliv italské námořnictvo hlídalo hlavní přístavy, povstalci skrz ně stále získávali zbraně a munici. Ale na počátku roku 1927 se konečně podařilo zabránit rebelům v přístupu ke zbraním, čímž Italové uzavřeli severního pobřeží. Zdálo se, že štěstí se přiklonilo na italskou stranu, po masivním útoku se jim podařilo získat Iskushuban v centru Majeerteenu. Hersi Boqor se pokusil znovu dobýt Iskushuban, ale neuspěl. Aby oslabili odpor, bylo italskému námořnictvu nařízeno bombardovat a srovnat se zemí pobřežní města a vesnice, zatímco ve vnitrozemí italské jednotky zabavovaly hospodářská zvířata. Ke konci roku 1927 měli Italové pod kontrolou skoro celý sultanát. Odpor Hersi Boqora byl poražen a on se stáhl do Etiopie, aby mohl obnovit svoje síly k dalšímu boji, ale zasáhla je vlna cholery a nikdy nebyli znovu schopni boje. Díky zabrání severovýchodních sultanátů a zlomením odporu v Benaadiru se vidina italského Somálska stala skutečností.
V této již několik tisíc italských imigrantů žilo v “románských” vesnicích na jihu a pracovalo na svých plantážích. Podmínky pro místní obyvatele v jižním Somálsku pod vládou fašistické Itálie byly velmi příznivé, a proto nikdy nebojovali proti nim. Bylo jasné, že Itálie vyhrála svůj boj o kontrolu nad africkým rohem. Dále ještě v roce 1936 Itálie podnikla invazi do Etiopie a následně ji dobyla. S úpadkem moci Británie a Francie se Itálie stala jediným mocnářem v regionu východní Afrika, včetně Etiopie, kterou právě dobyla. Po italsko-habešské válce dne 9. května 1936 vyhlásil Mussolini vytvoření „Italské říše“ nazvané “Africa orientale Italiana” (A.O.I) neboli Italská východní Afrika. Itálie do své nové kolonie hodně investovala, jako například investice do infrastruktury a spojila Addis Abebu s Mogadišem.

## Habešská válka

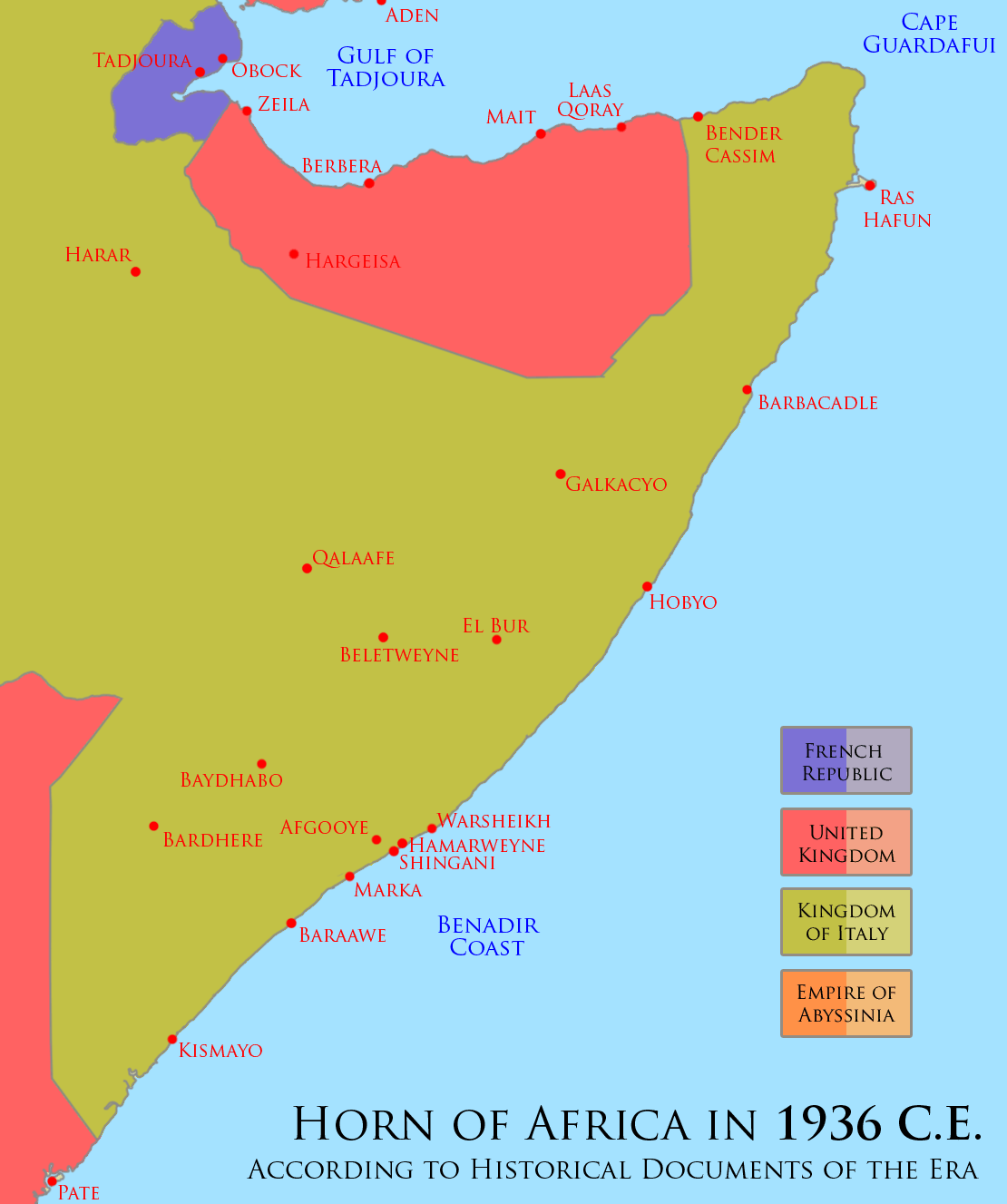
Mapa oblasti v roce 1936

Přípravy na zabrání Etiopie začaly již v roce 1935. Mussolini ji chtěl původně zabrat na základě smlouvy o přátelství z roku 1928. Italové začali shromažďovat své jednotky u hranic Etiopie. K prvnímu konfliktu došlo 5. prosince 1934 u Wal Walu, kdy Italové zaútočili na etiopské jednotky na jejich území. Došlo k těžkým ztrátám na obou stranách. Etiopie se obrátila na Společnost národů s prosbou o pomoc, ale neuspěla, jelikož této situace využila Francie, která chtěla vylepšit své vztahy s Itálií, zabránit ji sblížit se s Německem a také oslabit britskou kontrolu v Africe.
Itálie zaútočila na Etiopii 3. října 1935, aniž by jí vyhlásila válku. Vtrhla na její území ve třech skupinách. Severní skupina, která se soustředila na posun ve směru na Desje a Addis Abebu. Jižní skupina se posunovala ve směru na Harar. Třetí, střední, skupina byla podporou mezi prvními dvěma skupinami. Díky hornatému terénu postupovala italská vojska pomalu a do konce roku se jim podařilo obsadil pouze malé území Etiopie, na severu linie Adigrat-Aduwa-Aksum a na jihu linie Gerlogubi-Gorahej-Dolo. Itálie přivezla další jednotky na podporu svých akcí v Etiopii. Itálie dále požádala o povolení použít jedovaté plyny, jelikož se obávala, že by se Etiopie přiklonila k partyzánské válce, a povolení jí bylo uděleno, a tak se nad etiopskými městy začal rozprašovat jedovatý yperit, čímž značně oslabili etiopský odpor. Italové pokračovali ve svém postupu a 5. května 1936, kdy dobyli hlavní město Addis Abebu. O čtyři dny později prohlásil Mussolini Etiopii za podmaněnou a byla připojena k Eritreji a Somálsku a vznikla Italská východní Afrika. Válka však nadále pokračovala, partyzánské jednotky útočily na italské. Italové dále postupovali, v roce 1940 se rozhodli dobýt pohraniční pásma Súdánu (Kassala, Kallabát, Kurmuk), pak přišla na řadu Keňa, kde chtěli dobýt oblasti Todenyang, Moyle a Manreda, což se jim podařilo. Dalším krokem bylo dobýt Britské Somálsko, ale zde narazili na odpor Britů a etiopských partyzánů, kteří se s nimi spojili v boji proti Itálii. Avšak v roce 1941 Britové vše dobyli zpět, včetně Italského Somálska.

## Období druhé světové války

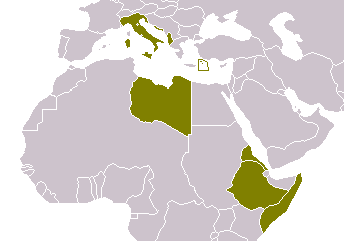
Mapa italských kolonií ve světě (rok 1940)

Druhá světová válka znamenala konec pro italskou hegemonii nad Somálskem a Etiopií. Benito Mussolini se rozhodl soustředit všechny své síly především na boj v Evropě. Ačkoliv v roce 1940 se podařilo italským jednotkám dobýt Britské Somálsko, následujícího roku jej a italské Somálsko Britové dobyli zpět. Během let 1941 až 1943 vytvořili italští velitelé guerilly, aby bojovali s britskými jednotkami. Jinak celé Somálsko během druhé světové války spadalo pod britskou vojenskou správu, ale historie se opakovala a britské jednotky byly napadány bandity a rebely a italští usedlíci a další protibritské elementy se postarali o to, aby povstalci dostávali dostatek zbraní k boji. I přes veškeré snahy zůstalo Somálsko v britském držení až do roku 1949.
Britové dovolili skoro všem italským usedlíkům zůstat v Somálsku až na několik výjimek, kteří se Britům jevili jako rizikoví. Ačkoliv 9 z 10 Italů žijících v Somálsku bylo loajální vůči Mussolinimu, byli tolerováni vzhledem ke vzdálenosti Somálska od ohniska bojů v Evropě a dále taky vzhledem k její malé strategické důležitosti. Britové také dovolovali Italům podílet se na chodu země tím, že jim povolili tvořit politické strany, které se mohly dostat do přímého soupeření s britskou autoritou.

## Konec italského Somálska
Díky mírné britské kontrole a pokusech o zavedení demokracie napomohly ke vzniku několika politických stran, první z nich byla Somali Youth League (SYL), která vznikla v roce 1945. Po válce se dostalo během postupimské konference do debaty. Nevědělo se, co se Somálskem: Nechat ho pod britskou správou nebo jej vrátit Itálii, která tam měla velký počet svých obyvatel nebo jim udělit úplnou samostatnost. Nakonec bylo rozhodnuto vrátit část území Etiopii (Ogaden) a dále bylo vytvořeno poručenské území OSN pod správou Itálie, která je spravovala ji až do roku 1960, kdy byly všechny bývalé kolonie Somálska sjednoceny a vzniklo samostatné Somálsko.